# Зброєво
Зброєво (пол. Zbrojewo, нім. Bernsdorf) — село в Польщі, у гміні Дравсько-Поморське Дравського повіту Західнопоморського воєводства.
Населення — 623 особи (2011).
У 1975-1998 роках село належало до Кошалінського воєводства.

## Демографія
Демографічна структура станом на 31 березня 2011 року:
|          | Загалом | Допрацездатний вік | Працездатний вік | Постпрацездатний вік |
| -------- | ------- | ------------------ | ---------------- | -------------------- |
| Чоловіки | 323     | 73                 | 231              | 19                   |
| Жінки    | 300     | 77                 | 174              | 49                   |
| Разом    | 623     | 150                | 405              | 68                   |